# 霍希艾瑟山
47°09′22″N 12°40′23″E / 47.156°N 12.673°E

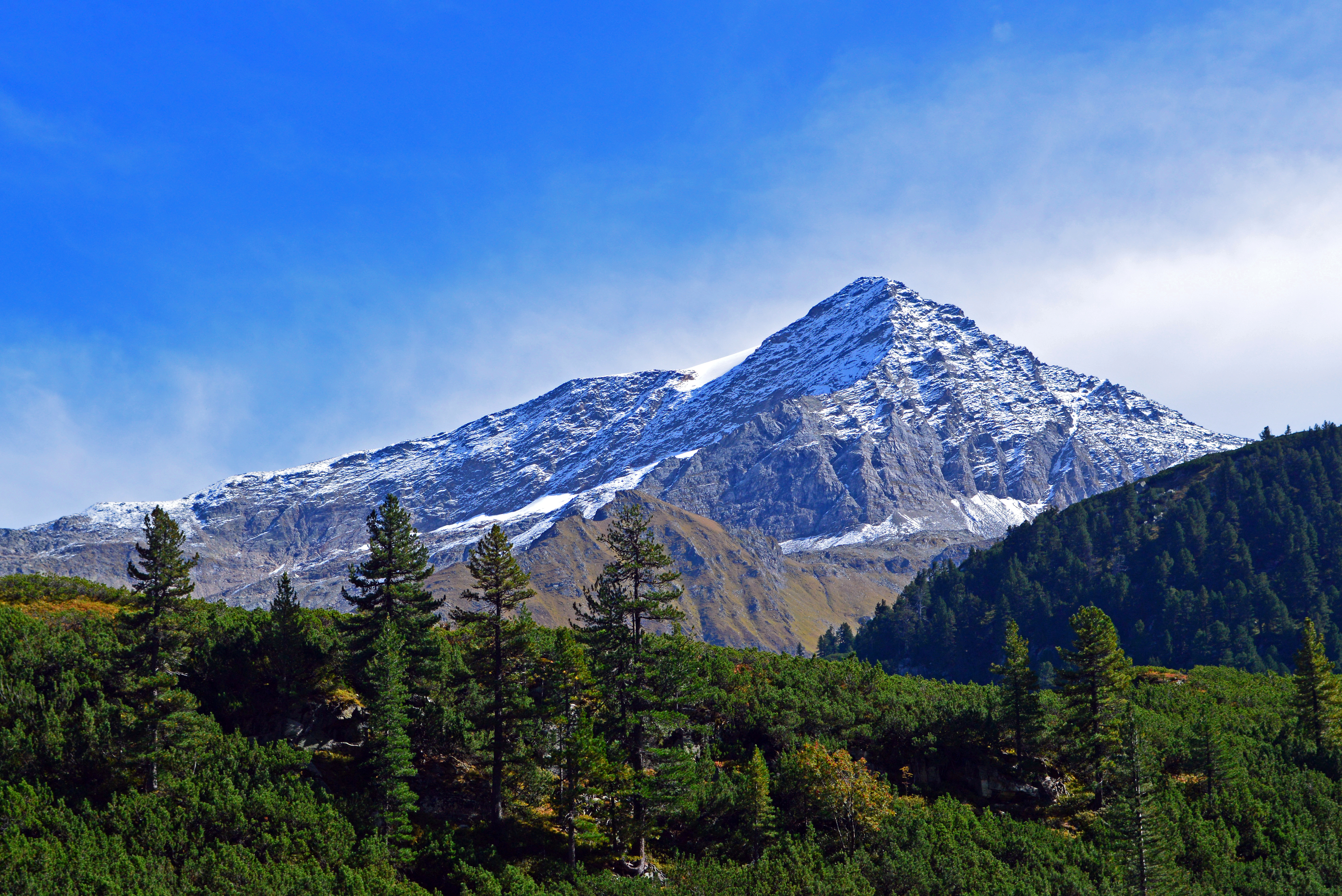

霍希艾瑟山（德語：Hocheiser），是奧地利的山峰，位於該國北部，由薩爾茨堡州負責管轄，屬於高地陶恩山脈的一部分，海拔高度3,206米，人類在1871年首次登頂。